# Poor Little Peppina
Poor Little Peppina er en amerikansk stumfilm fra 1916 af Sidney Olcott.

## Medvirkende
- Mary Pickford som Peppina.
- Eugene O'Brien som Hugh Carroll.
- Antonio Maiori som Soldo.
- Ernest Torti som Pietro.
- Edwin Mordant som Robert Torrens.